# Platin(II) chloride
Platin(II) chloride là một hợp chất vô cơ có thành phần chính gồm hai nguyên tố platin và clo, với công thức hóa học PtCl2. Đây là một tiền chất quan trọng được sử dụng để điều chế các hợp chất bạch kim khác. Nó tồn tại dưới hai dạng tinh thể, nhưng các tính chất của hai dạng này chính có phần tương tự: màu nâu sẫm, không hòa tan trong nước, có từ tính và không mùi.

## Điều chế
β-PtCl2 được điều chế bằng cách làm nóng axit hexachloroplatinic(IV) đến nhiệt độ 350 ℃ trong không khí.
H2PtCl6 → PtCl2 + Cl2↑ + 2HCl↑
Phương pháp này thuận tiện vì acid hexachloroplatinic(IV) được tạo ra dễ dàng từ kim loại Pt. Các dung dịch nước của H2PtCl6 cũng có thể bị khử với muối hydrazin, nhưng phương pháp này tốn kém hơn phương pháp tuyến nhiệt của Kerr và Schweizer.
Mặc dù PtCl2 phải hình thành khi kim loại platin tiếp xúc với chlor khi nóng, quá trình này bị chlor hóa quá mức và tạo ra PtCl4. Berzelius và sau đó Wöhler và Streicher cho thấy khi gia nhiệt tới 450 ℃, hợp chất Pt(IV) này bị phân hủy thành dẫn xuất Pt(II):
PtCl4 → PtCl2 + Cl2↑
Các phép biến đổi như thế này được "đẩy" bởi entropy, năng lượng tự do thu được khi thải ra một sản phẩm khí từ chất rắn. Khi đun nóng đến nhiệt độ cao hơn, PtCl2 giải phóng chlor để tạo ra Pt kim loại. Sự chuyển đổi này là cơ sở cho phép kiểm tra độ tinh khiết của sản phẩm PtCl2.

## Hợp chất khác
PtCl2 còn tạo một số hợp chất với NH3, như:
- PtCl2·2NH3 xuất hiện dưới hai trạng thái:
  - Dạng α- tồn tại trong trạng thái tinh thể màu vàng cam (còn được gọi là muối của Peyrone);
  - Dạng β-  tồn tại trong trạng thái tinh thể màu vàng nhạt (còn được gọi là muối chloride thứ hai của Rieset).

Ở nhiệt độ 25 ℃, dạng α- tan trong nước ở mức 0,2523 g/100 mL, trong khi đó dạng β- chỉ tan ở mức 0,0366 g/100 mL. Chúng có những phản ứng khá khác nhau. Ở 170 ℃, dạng α- chuyển thành dạng β-.;
- PtCl2·3NH3 là tinh thể hình vuông màu đỏ thịt.[4]
- PtCl2·4NH3 là tinh thể trắng, hòa tan vô hạn trong nước, CAS# 13933-32-9.[5]

PtCl2 còn tạo một số hợp chất với N2H4, như:
- PtCl2·N2H4·1,5H2O là tinh thể vàng;[6]
- PtCl2·2N2H4 là tinh thể vàng;[7][ghi chú 1]
- PtCl2·4N2H4 là tinh thể trắng.[8]

Một phức hai phối tử PtCl2·2NH3·2N2H4 cũng được biết đến dưới cả hai dạng cis- và trans-. Chúng đều là tinh thể không màu, tan ít trong nước nhưng dạng trans- ổn định hơn so với dạng cis-.
PtCl2 còn tạo một số hợp chất với NH2OH, như PtCl2·2NH2OH là tinh thể màu vàng hay PtCl2·4NH2OH là tinh thể không màu. Dạng Pt(NH2OH)4PtCl4 có màu tím. Phức hai phối tử PtCl2·(4 − x)NH3·xNH2OH là tinh thể không màu, tan trong nước. Khi tác dụng với K2PtCl4, Phức với x = 1 và 2 có màu lục, với x = 3 hoặc 4 thì phức có màu hoa hồng-tím.
PtCl2 còn tạo một số hợp chất với CO(NH2)2, như PtCl2·CO(NH2)2·2H2O là chất rắn màu lục đậm.
PtCl2 còn tạo một số hợp chất với CON4H6, như PtCl2·2CON4H6·3H2O là tinh thể gần như không màu.
PtCl2 còn tạo một số hợp chất với CS(NH2)2, như PtCl2·CS(NH2)2 là tinh thể vàng cam, PtCl2·2CS(NH2)2 là tinh thể vàng hay PtCl2·4CS(NH2)2 là tinh thể vàng. Phức hai phối tử PtCl2·2NH3·2CS(NH2)2 cũng được biết đến, dưới dạng tinh thể không màu. Phức PtCl2·5CS(NH2)2, thực chất là (Pt[CS(NH2)2]4Cl2)·CS(NH2)2, là chất rắn màu trắng.
PtCl2 còn tạo một số hợp chất với CSN3H5, như PtCl2·2CSN3H5 là chất rắn vàng.
PtCl2 còn tạo một số hợp chất với CSe(NH2)2, như PtCl2·4CSe(NH2)2 là tinh thể vàng kim loại, phân hủy ở 180 °C (356 °F; 453 K)..